# معبد هابو
معبد هابو (انگلیسی: Medinet Habu) یا آرامگاه رامسس سوم در شهر هابو، یکی از مهم‌ترین معماری‌های معبدی در دوره پادشاهی جدید در غرب ساحل رودخانه لاکسوز در مصر بود. صرف نظر از معماری و اندازه و جنبه هنری این بنا این معبد احتمالاً بهترین سند باقی‌مانده است که چگونگی پیدایش و شکست مردم دریا در منطقه رامسس دوم را به تصویر می‌کشد.

## شناسایی و حفاری مدرن
نخستین شخص اروپایی که این معبد را در ادبیات نوین به نگارش درآورد ویوانت دنن بود که در سال‌های ۱۷۹۹ تا ۱۸۰۱ از این مکان بازدید کرده بود. بعد از وی چمپلین این مکان را با جزئیات بیشتر در سال ۱۸۲۹ توصیف کرد.
حفاری درونی این معبد به صورت پراکنده بین سالهای ۱۸۵۹ تا ۱۸۹۹ زیر نظر و با رهنمودهای وزارت آثار باستانی انجام گرفت. در این چند دهه معبد اصلی پاکسازی شد و و تعداد زیادی ساختمان از دوره قبطی‌ها شامل کلیسای مهم قبطی‌ها در محوطه دوم بنا بدون هیچ‌گونه سندبرداری یا یادداشت تخریب شدند.
مرحله دوم حفاری و ثبت و حفاظت از معبد سال ۱۹۲۴ توسط سرتیم گروه تحقیق معماری و کتیبه انیستیتوی شرق‌شناسی دانشگاه شیکاگو آمریکا که تقریباً در حال حاضر نیز جریان دارد، آغاز شد.

## شرح
معبد با ستون‌هایی بالغ بر ۱۵۰ متر که طراحی آن ارتدکس می‌باشد و تقریباً نزدیک به آرامگاه رامسس دوم است. محوطه معبد حدوداً ۲۱۰*۳۰۰ متر می‌باشد که مساحت آن بالغ بر ۷۰۰۰ متر می‌شود که با دیوارهای حکاکی شده پر شده است. دیوارهای محوطه که با آجرهای گلی پوشانده شده نسبتاً از این ستون‌ها محافظت خوبی به عمل آورده و احتمال دارد برای تقویت این دیوارها به کار گرفته شده باشد. ورودی اصلی محوطه از بین یک دروازه تقویت شده عبور می‌کند که به میگدول شناخته می‌شود. (عنوان معماری قلعه‌های آسیایی در آن زمان)
درست در میان محوطه دیوارها پرستش‌گاه آمنردیس یکم شپنوپت دوم و نیتیگرات و همه کسانی که عنوان دوین ادراتریک را از آمون گرفته بودند، قرار دارد.
نخستین دروازه به محوطه‌ای باز می‌شود که تندیس بزرگی از رامسس به عنوان خدای مردگان در آن قرار دارد. دروازه دوم به محوطه‌ای فرا گرفته از ستون‌هایی با نقش رامسس، راهنمایی می‌کند. دروازه سوم به سمت شیبی که به ایوان ستون‌دار شناخته می‌شود منتهی می‌شود. سرهای واقعی و حجاری شده اسیران خارجی نیز در این مکان یافت می‌شود که نمادی از کنترل شاه به سوریه و نامیبیای آن روزگار می‌باشد.

## فهرست پادشاهان کم‌اهمیت‌تر
لیست شاهان شهر هابو روی ستونی حجاری شده و نام ۹ فرعون دیده می‌شود که در جشن حضور داشتند.

## نگارخانه

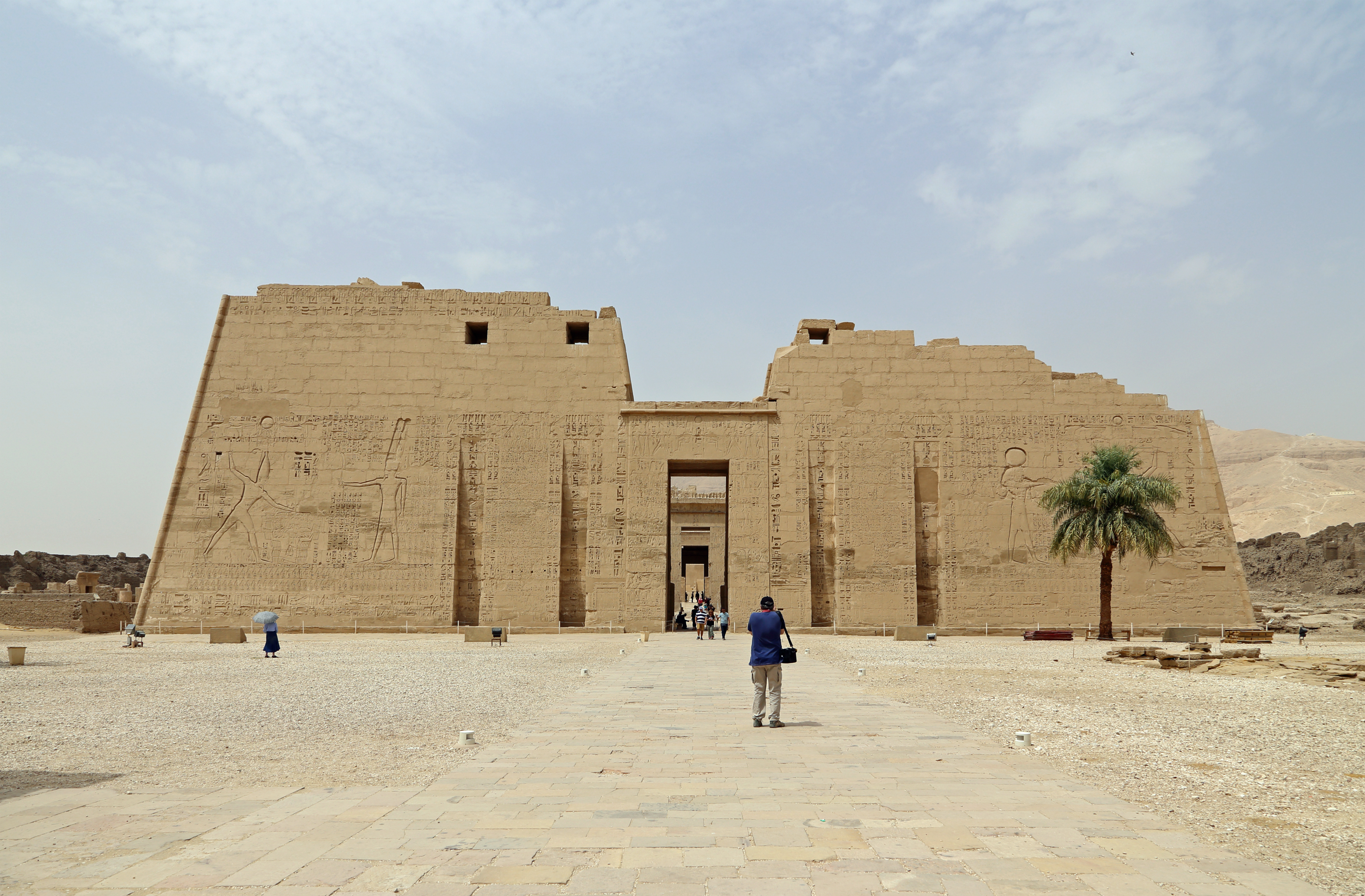
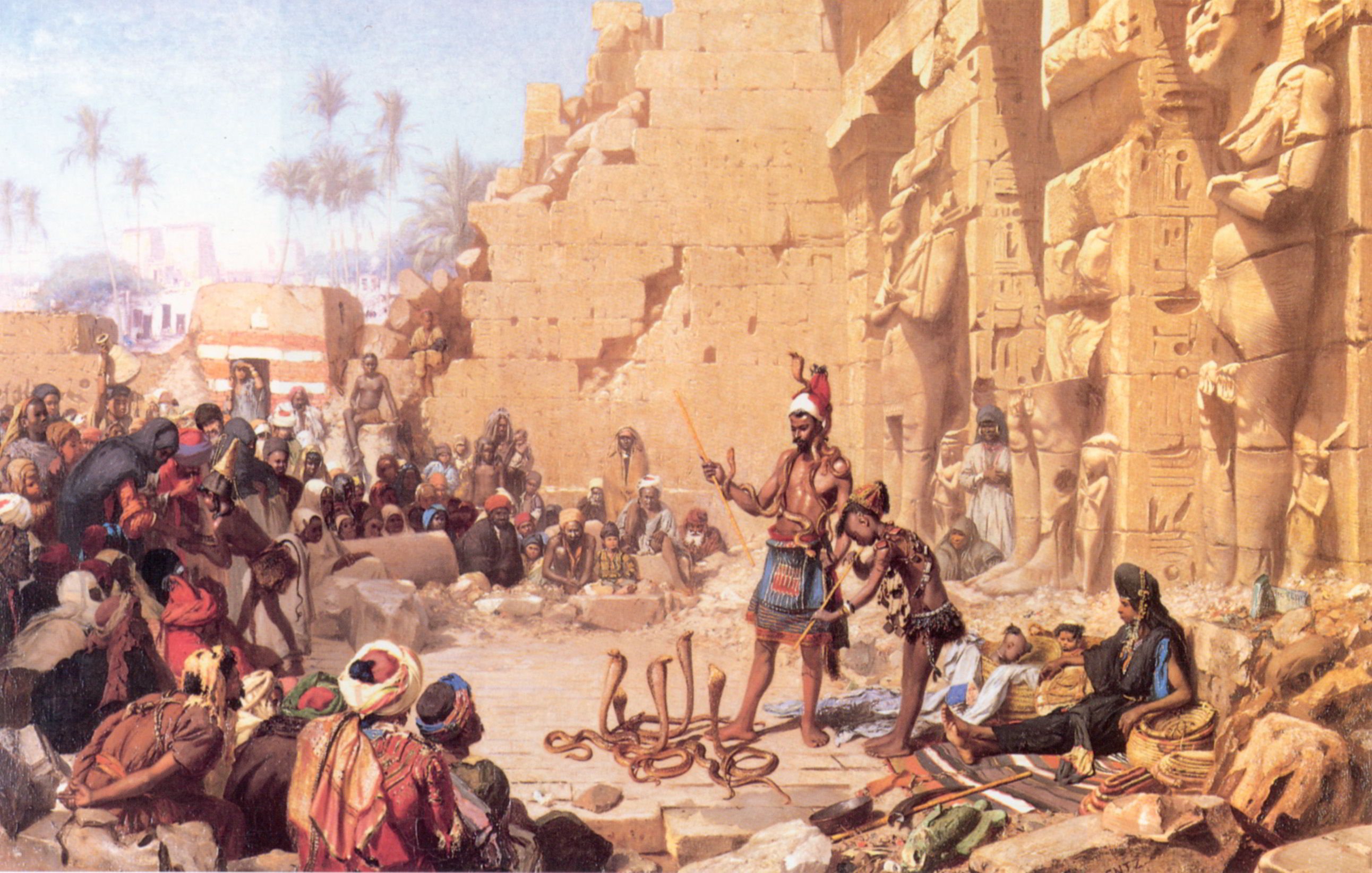
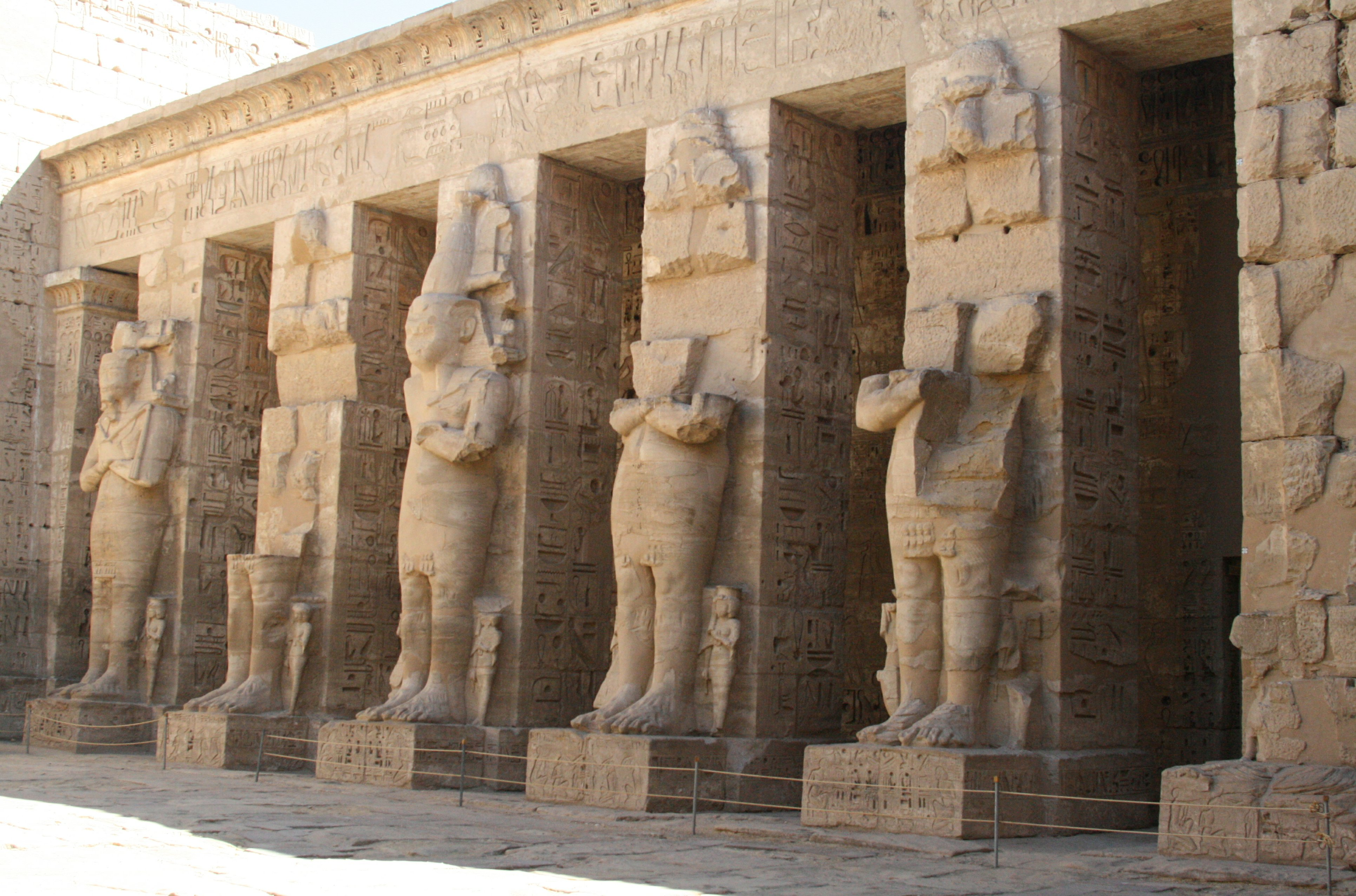
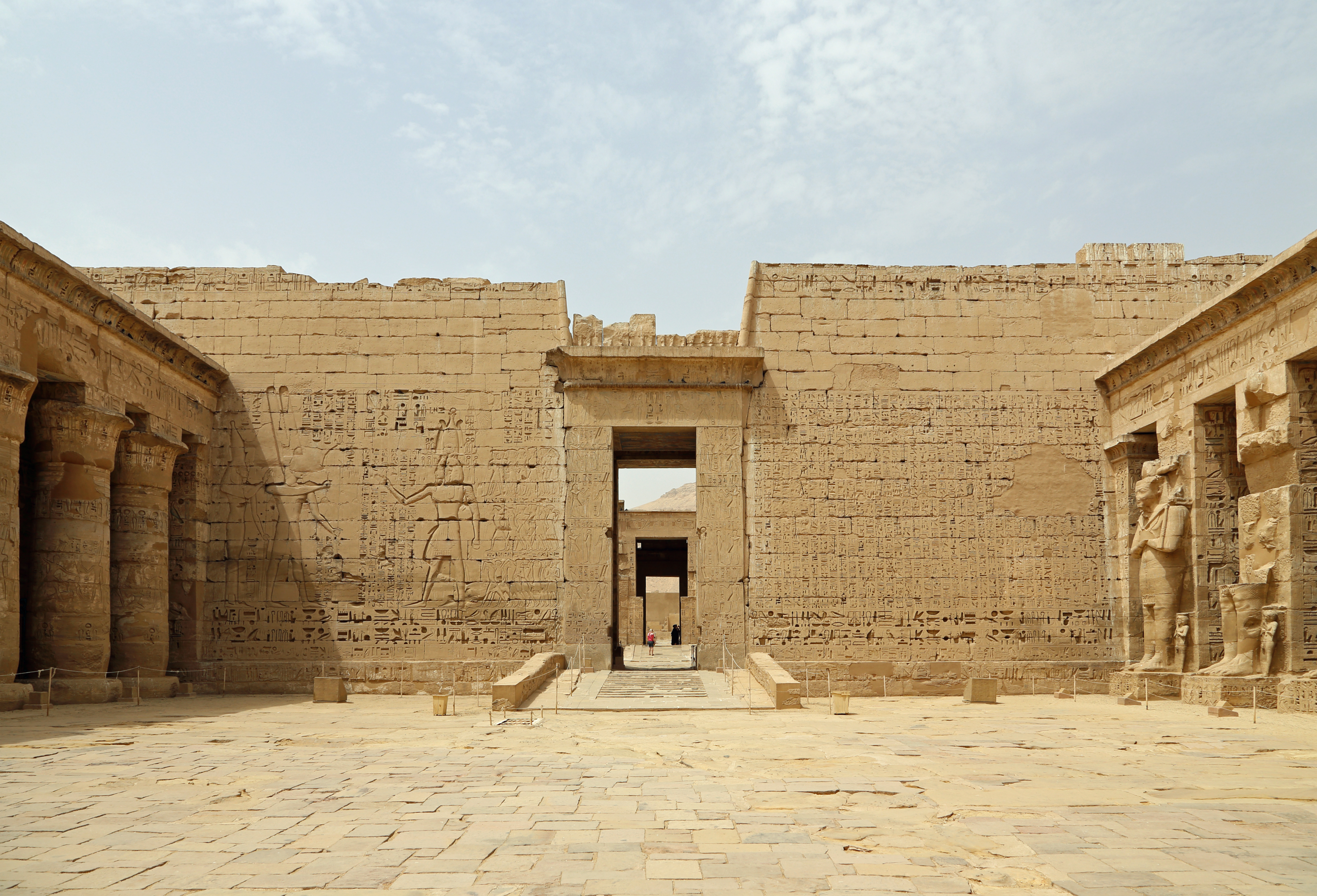
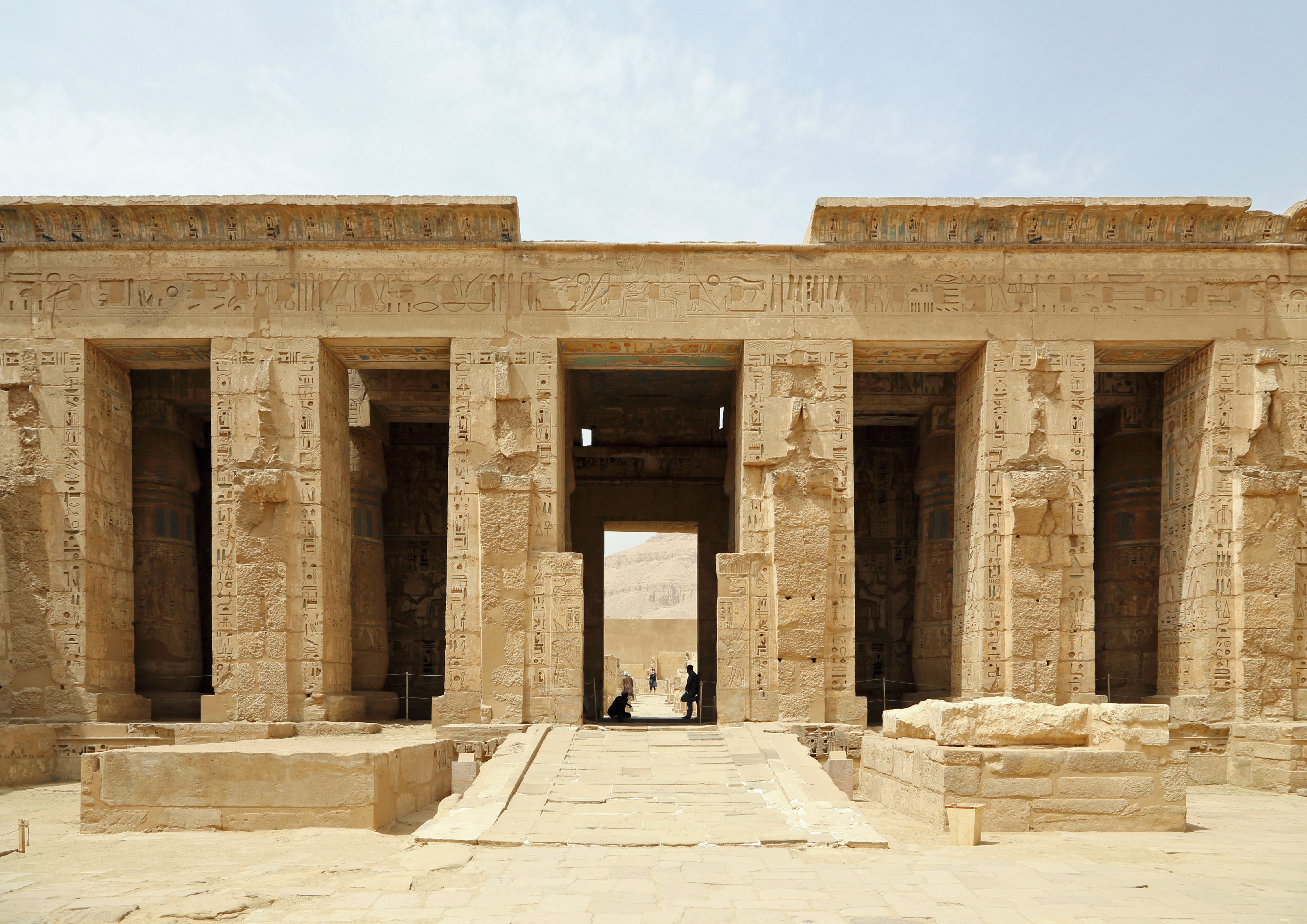
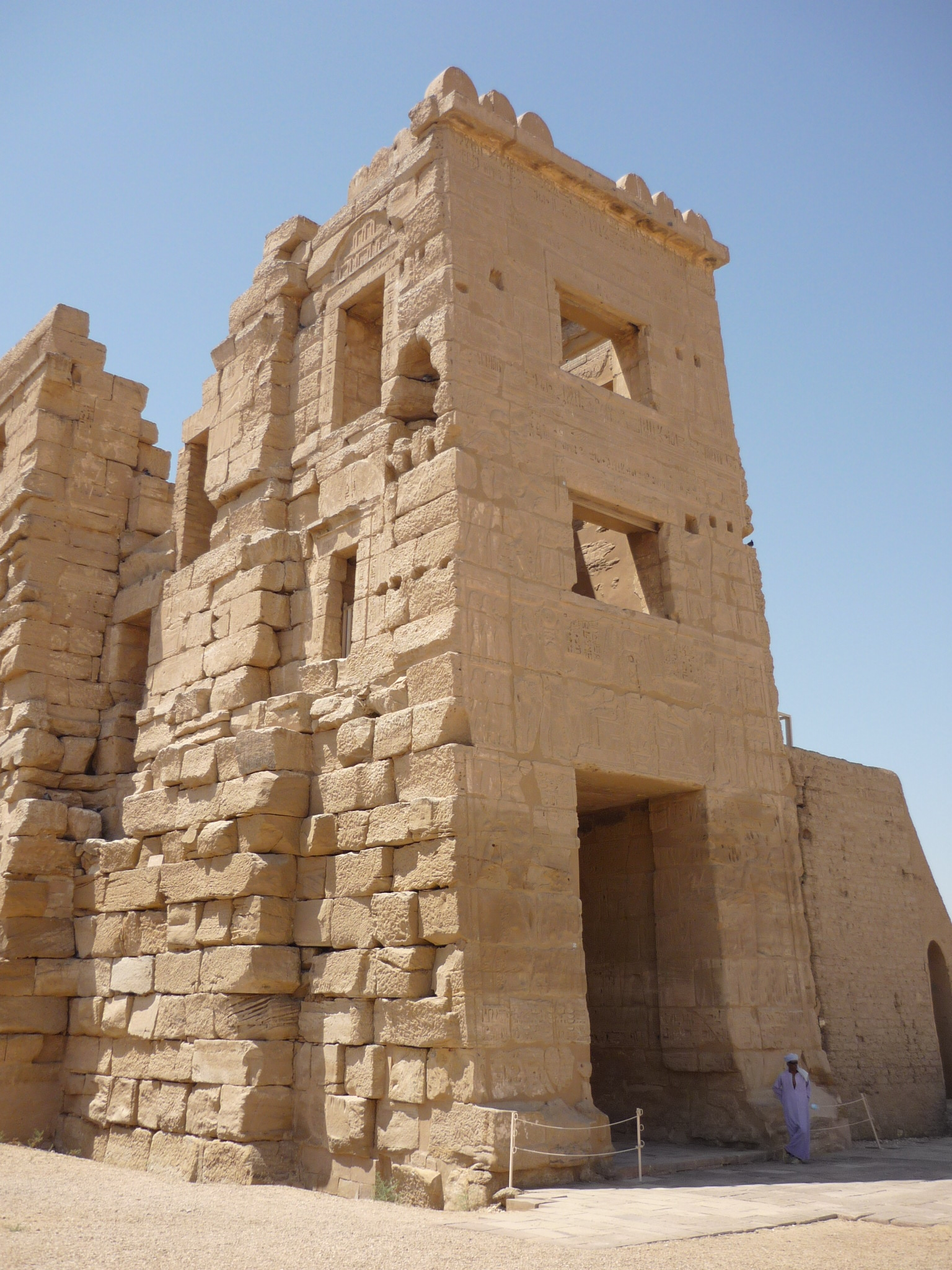
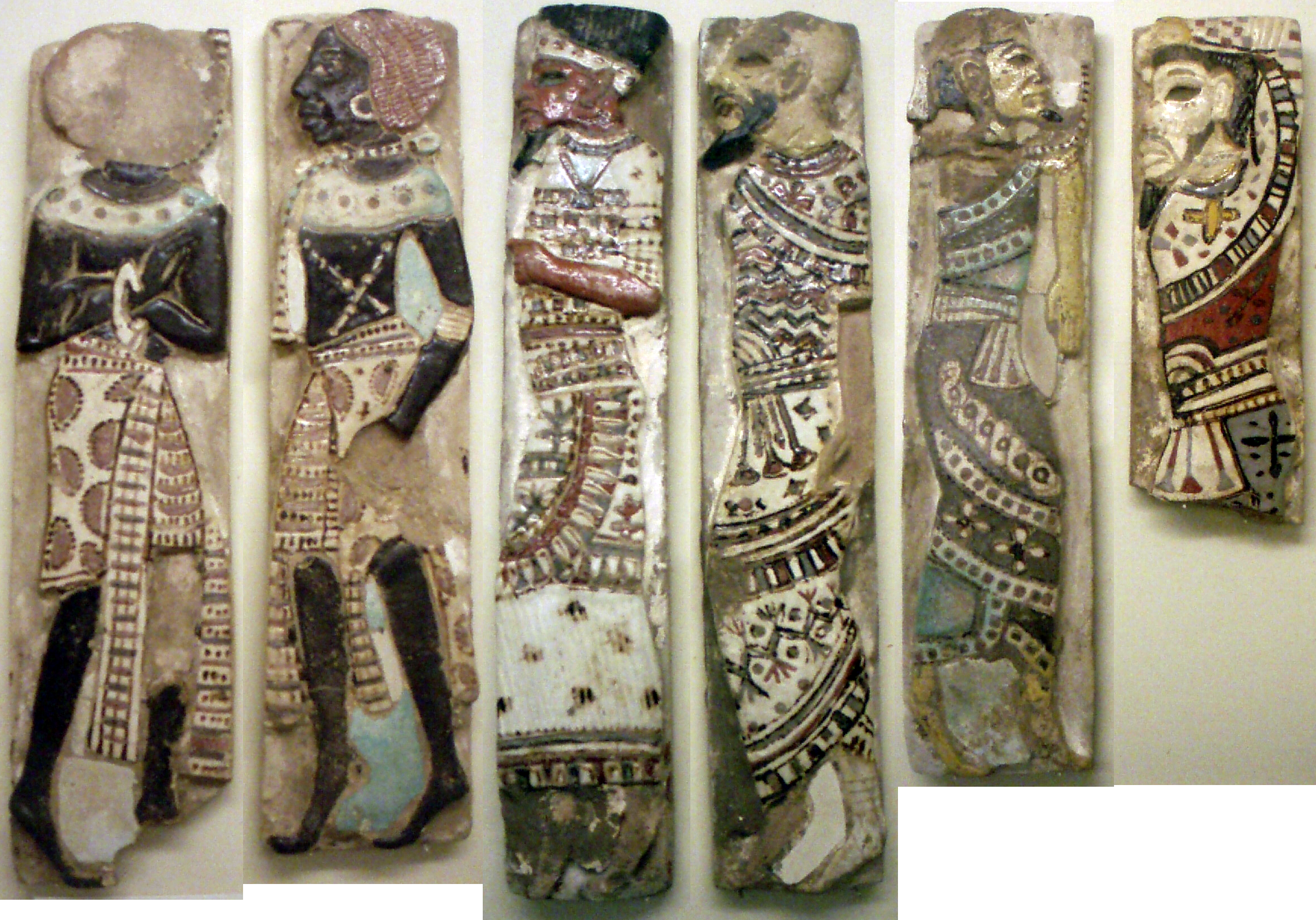
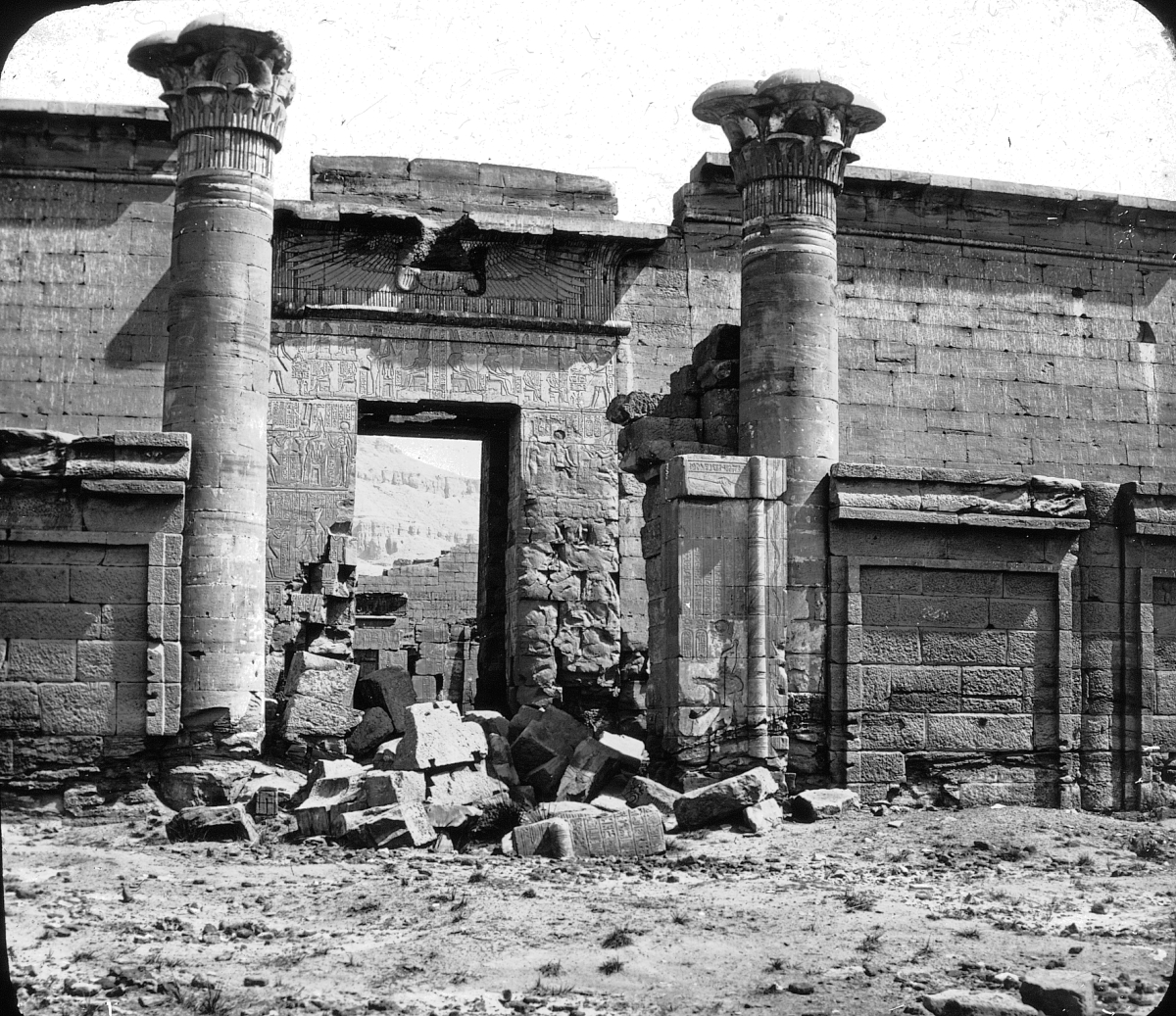
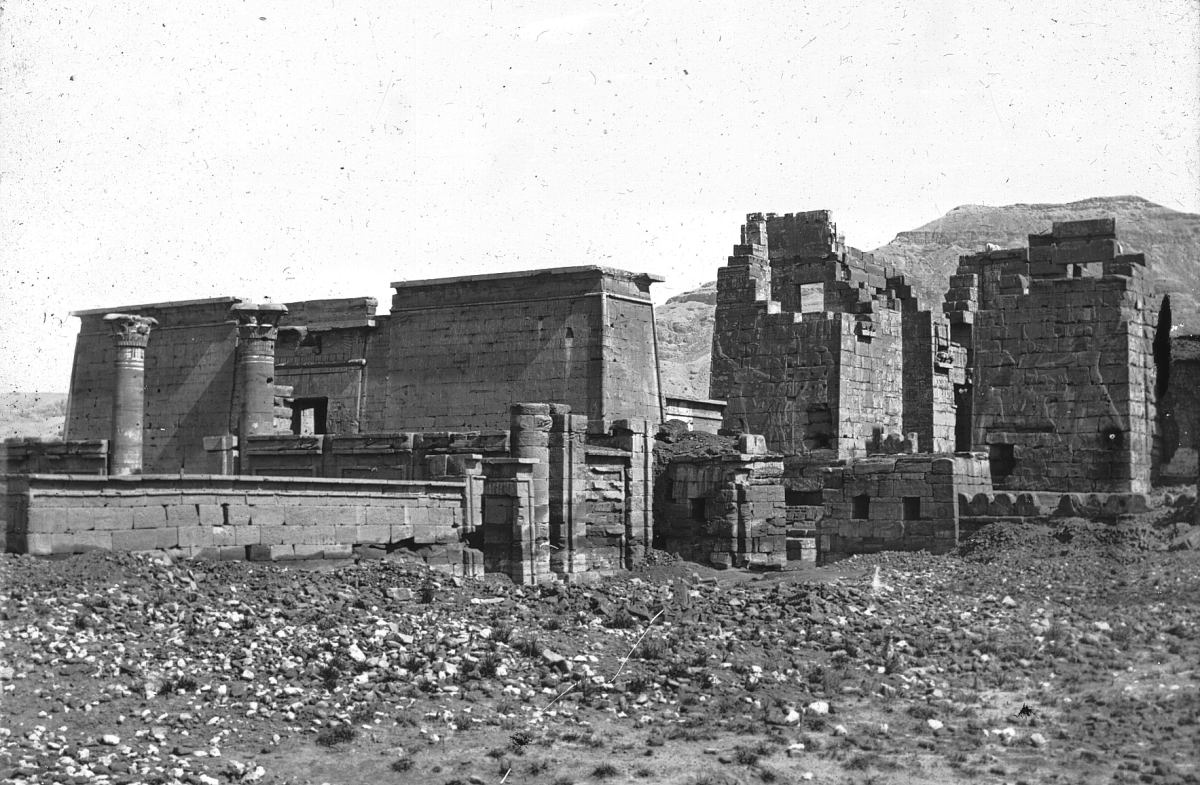
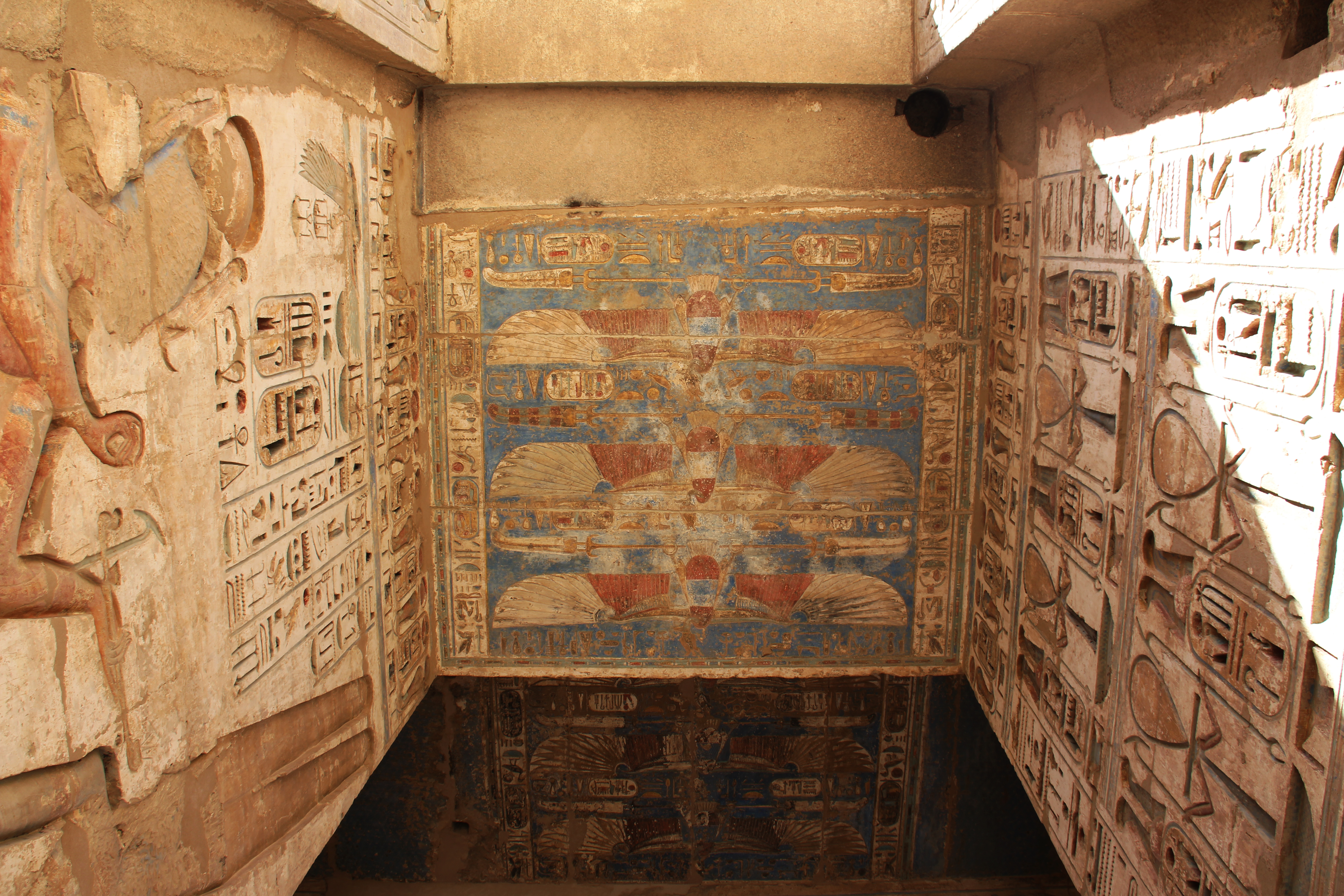
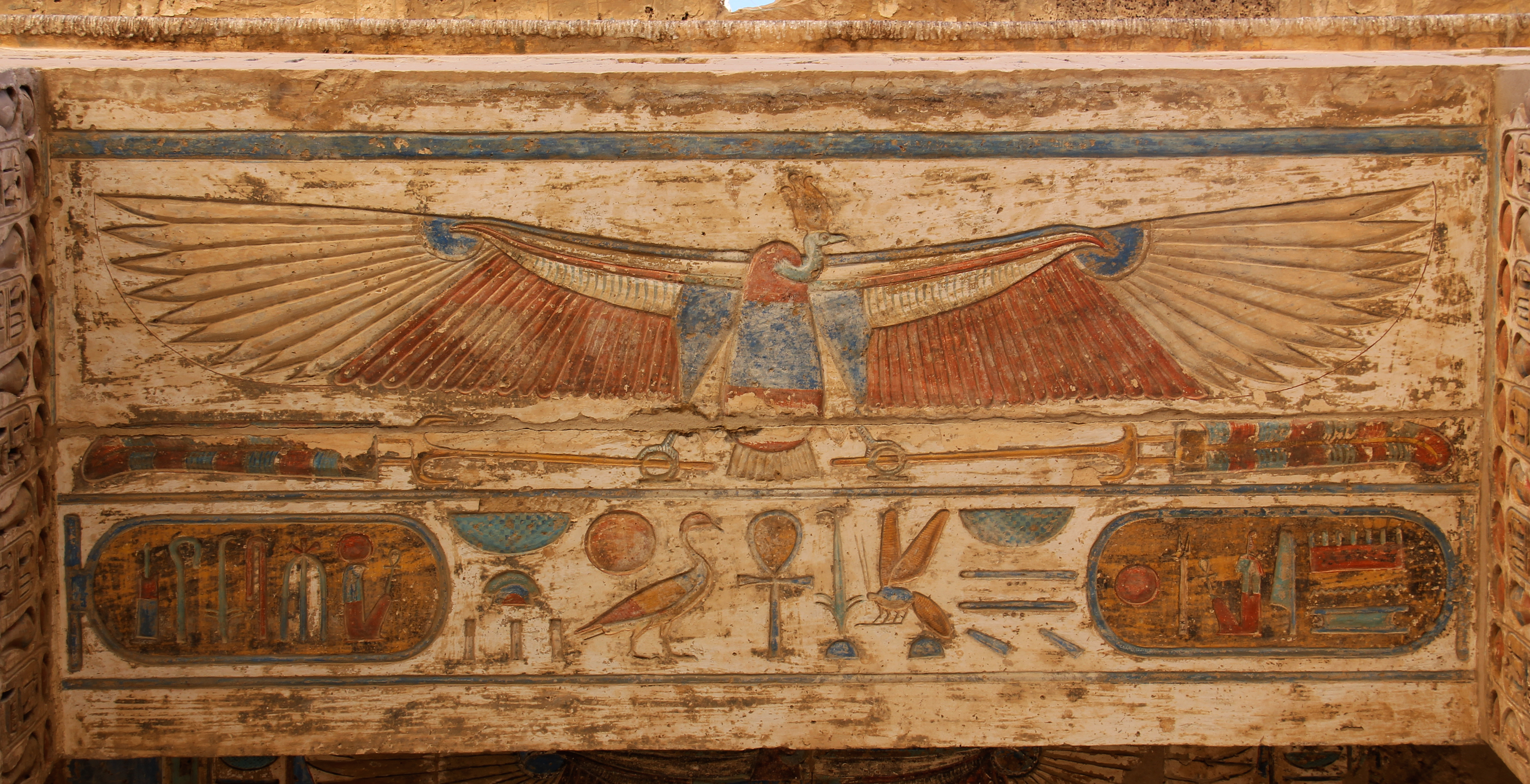
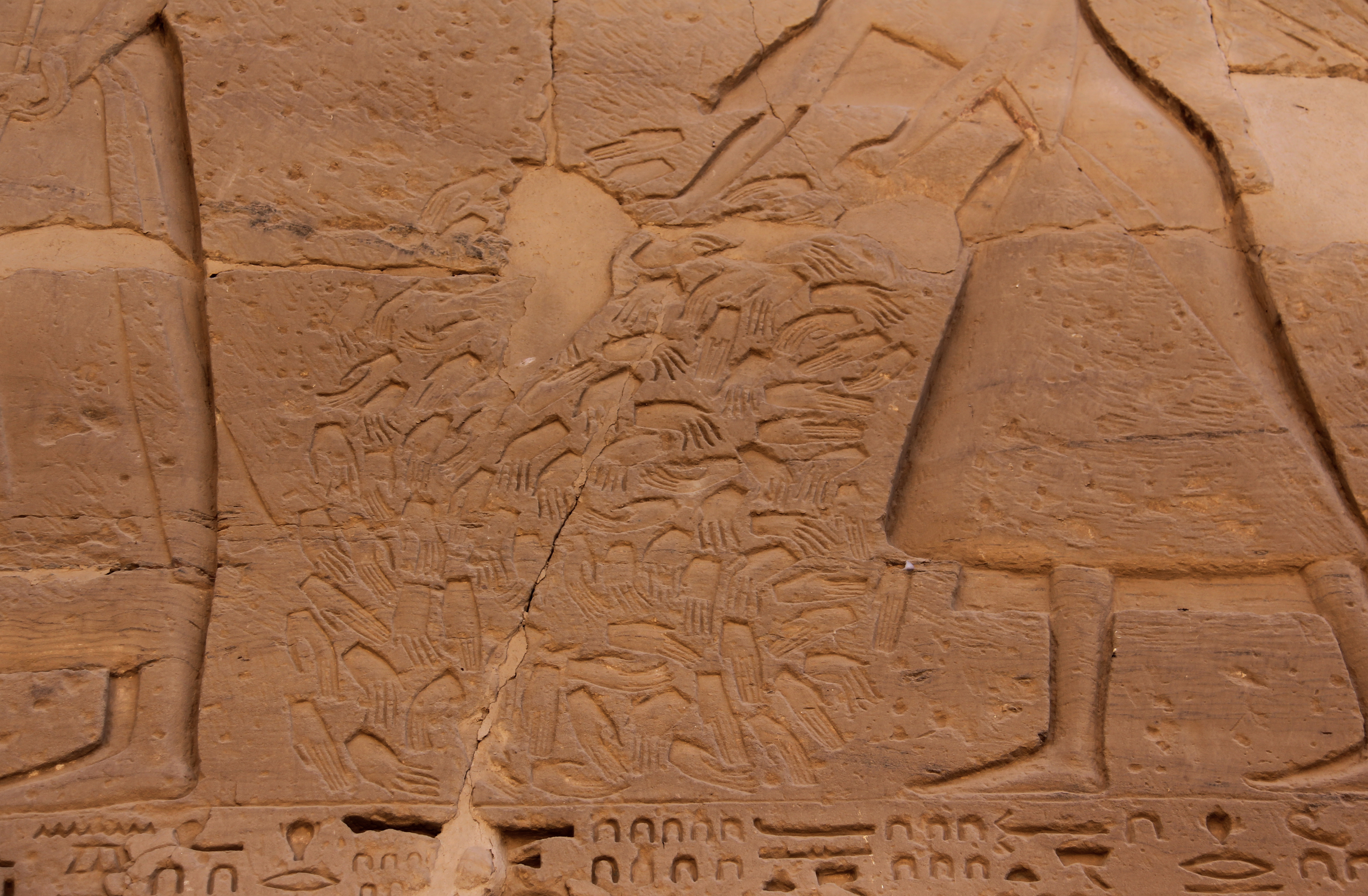
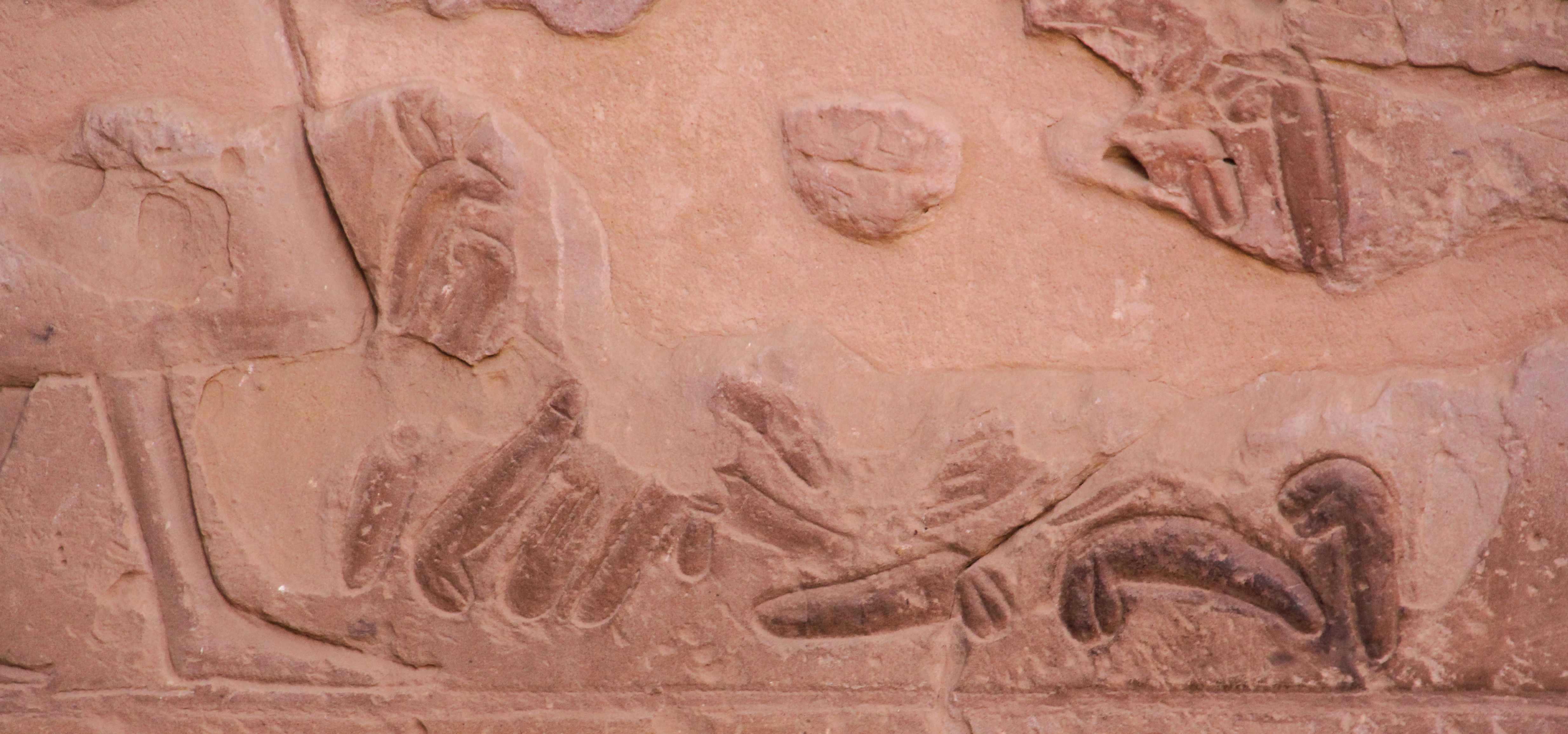
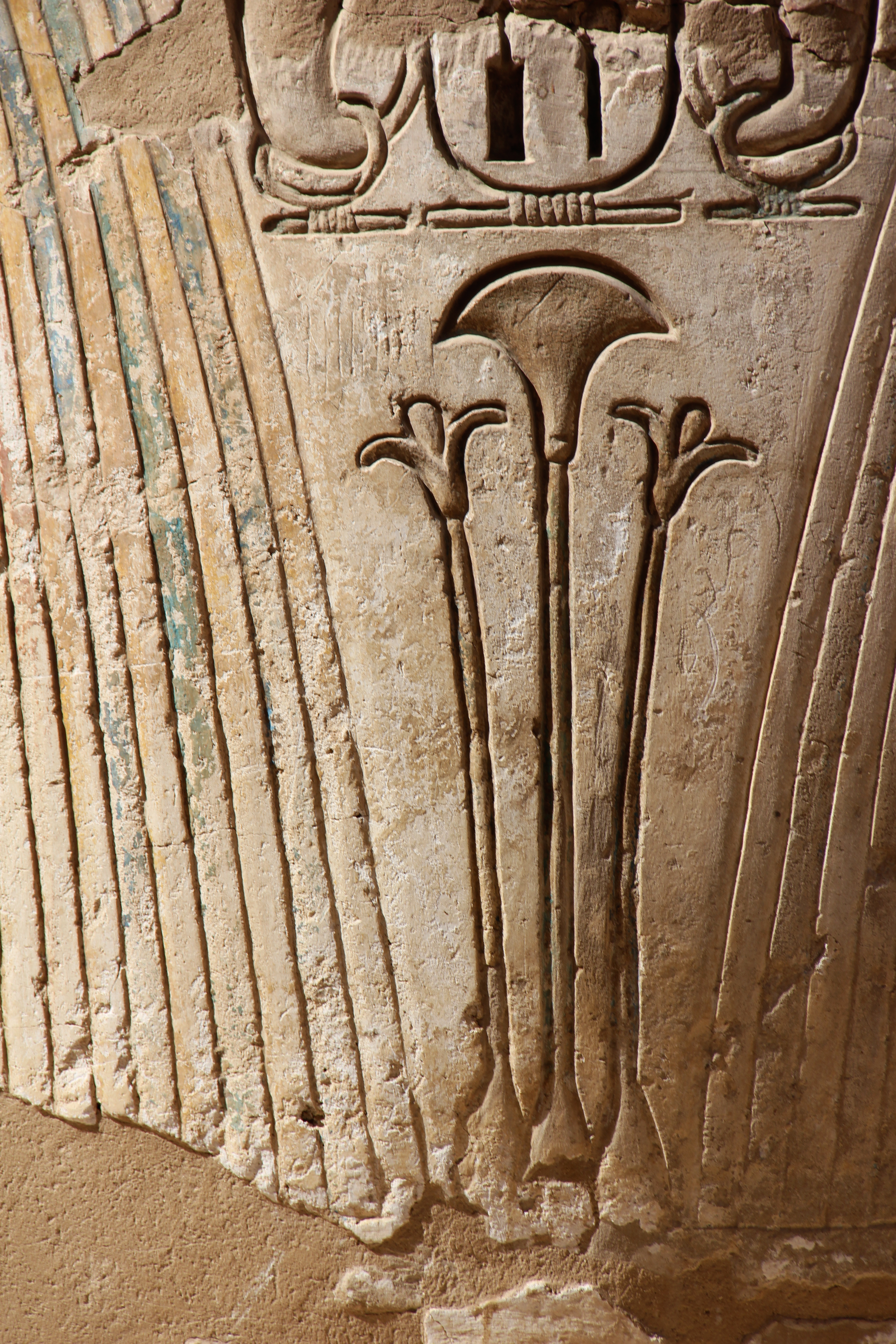
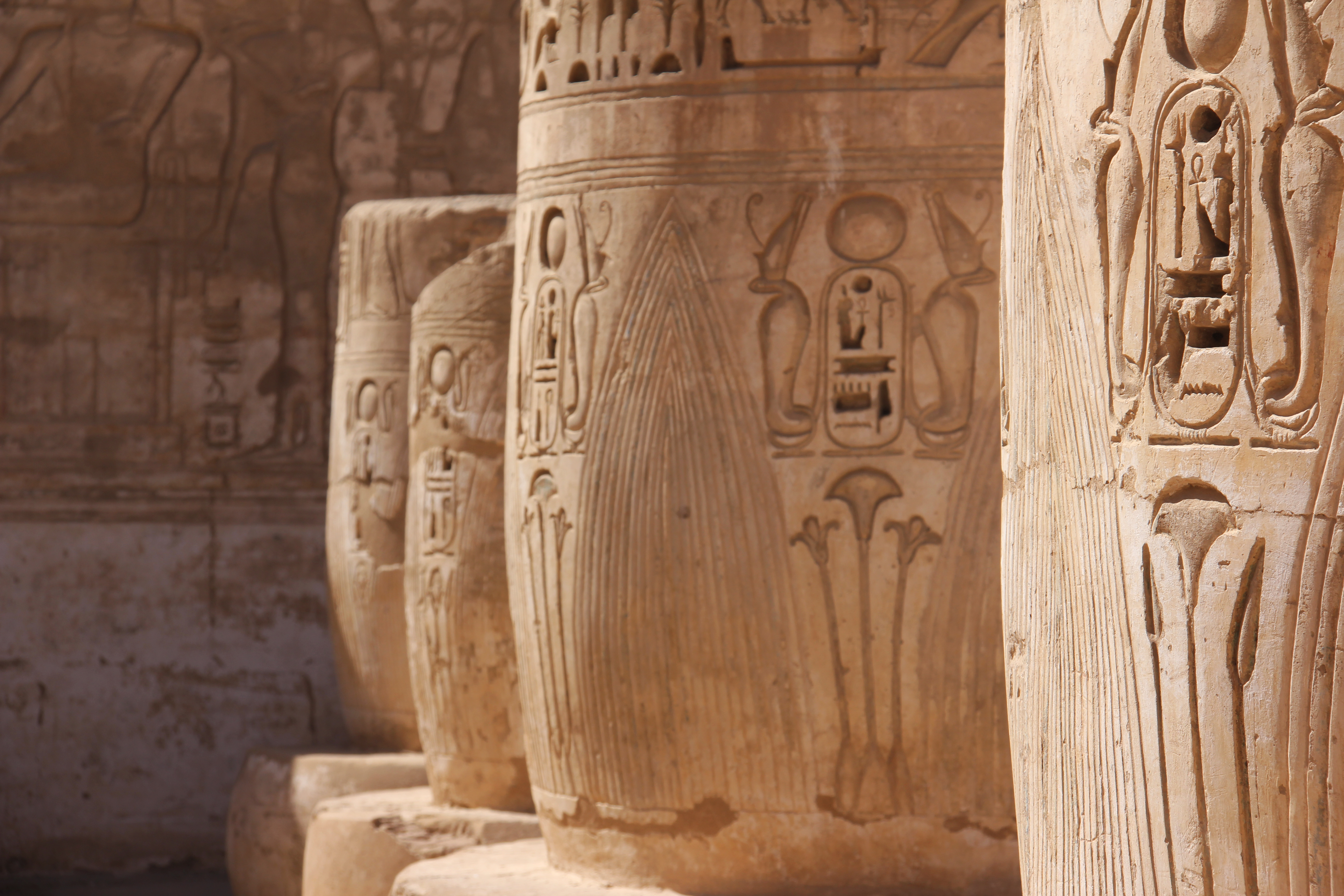
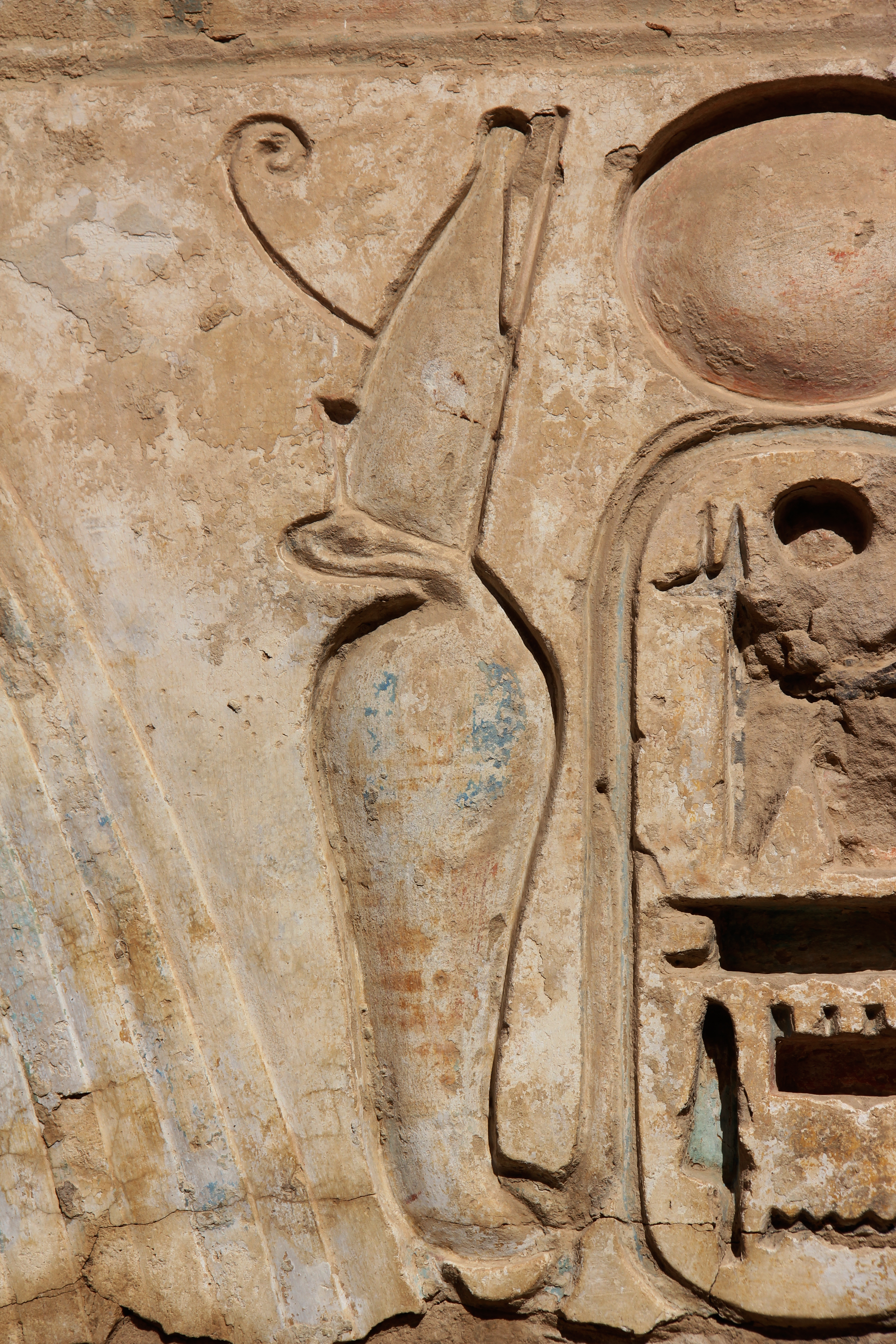
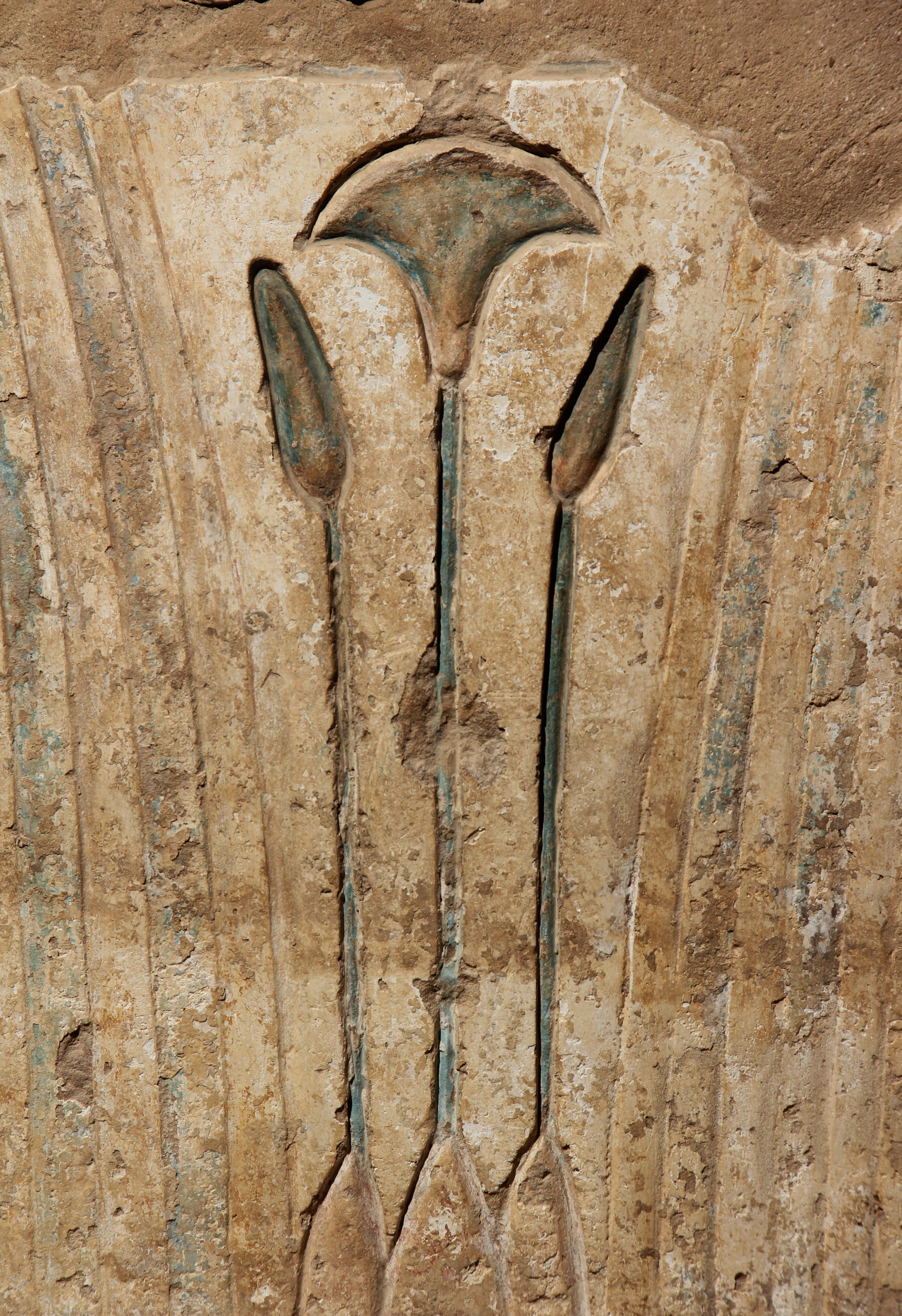
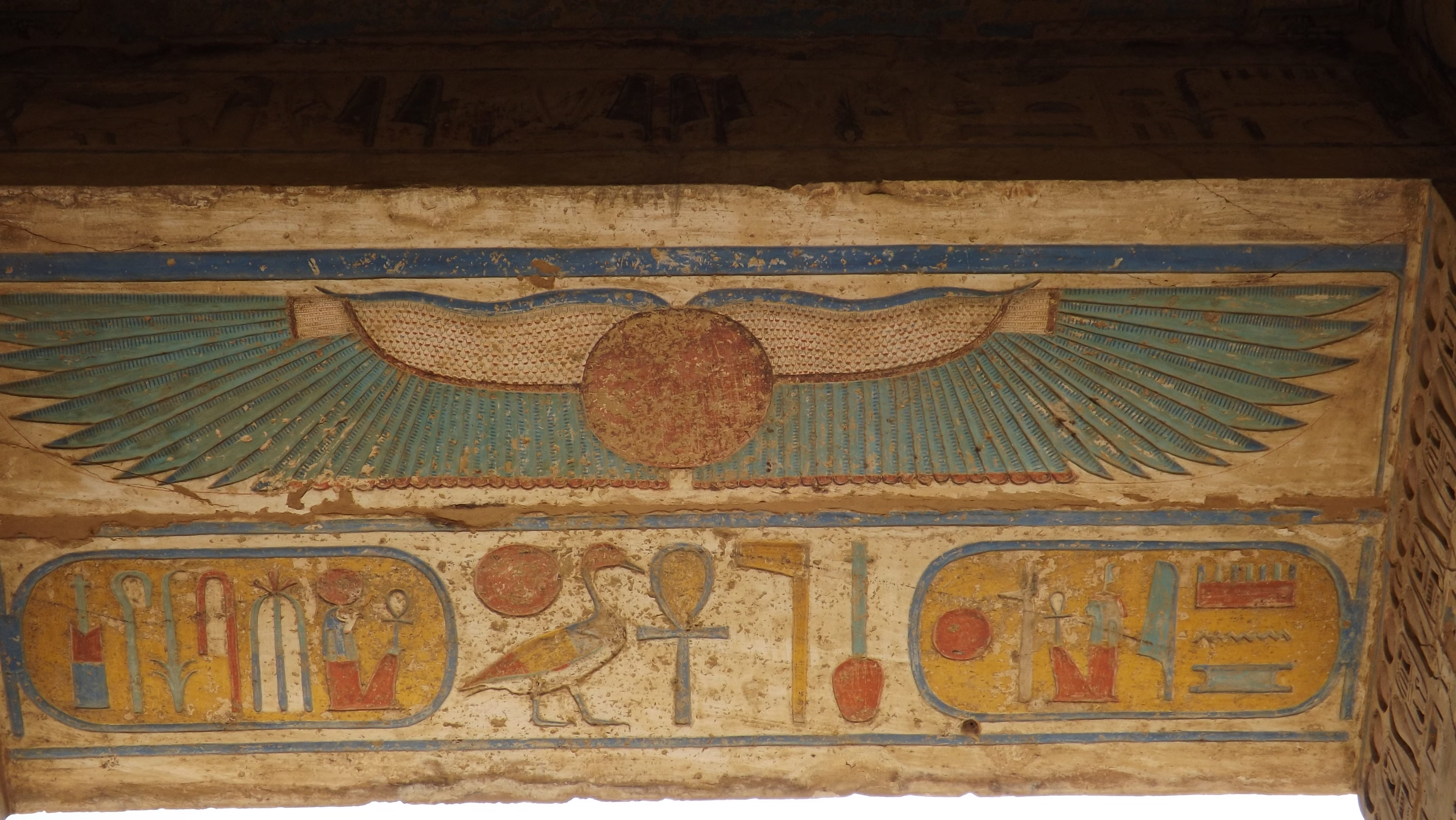
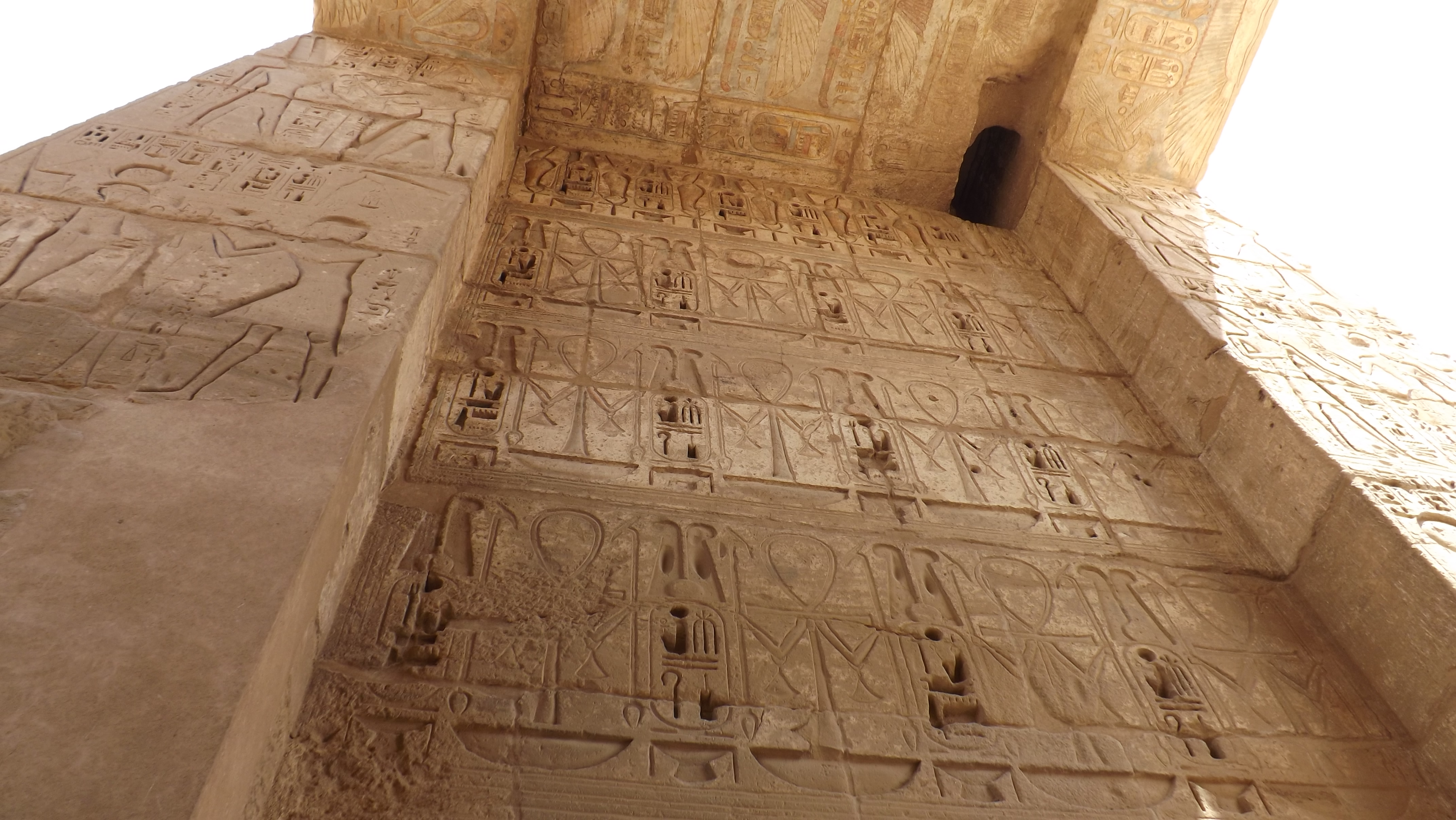
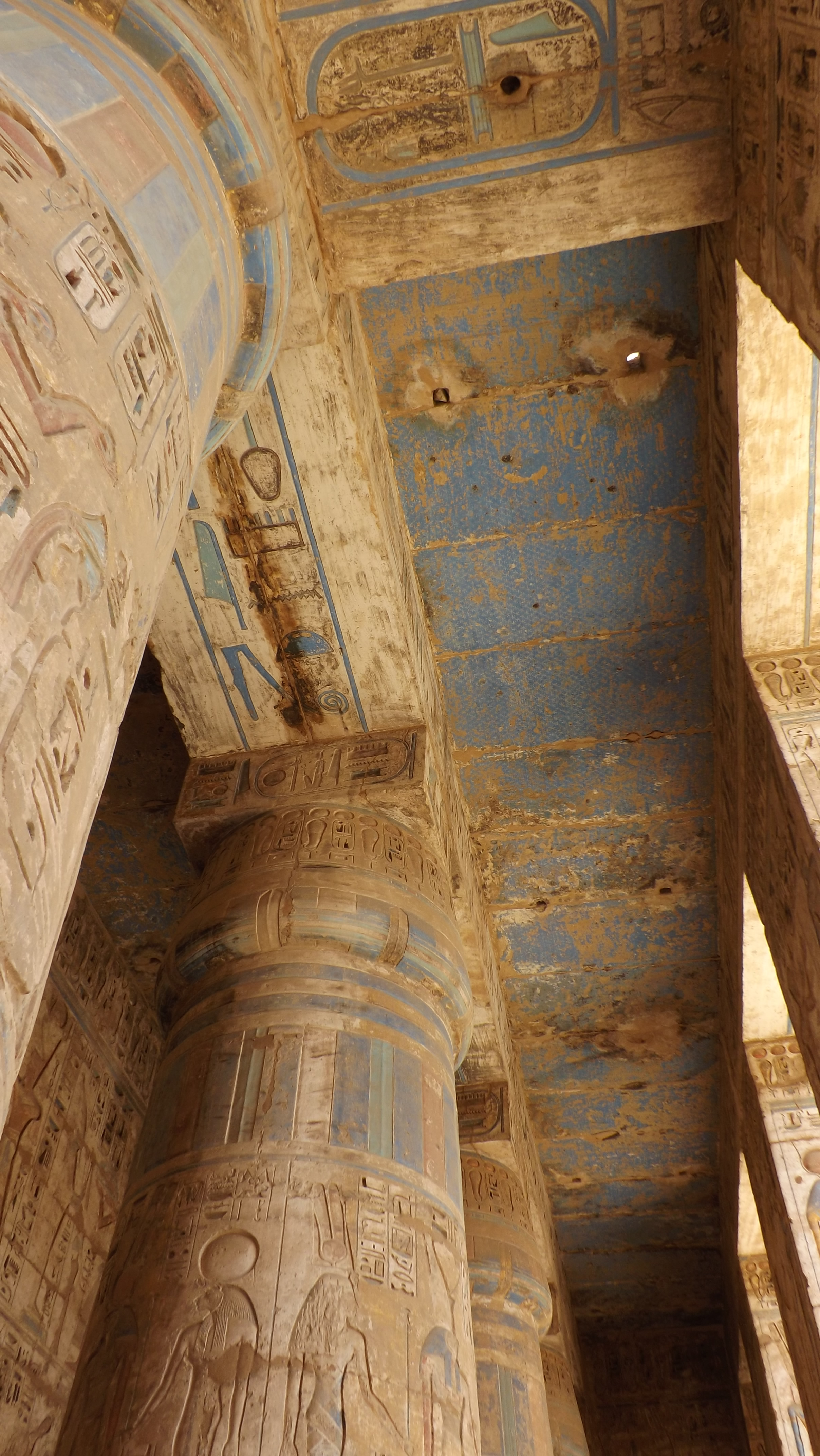
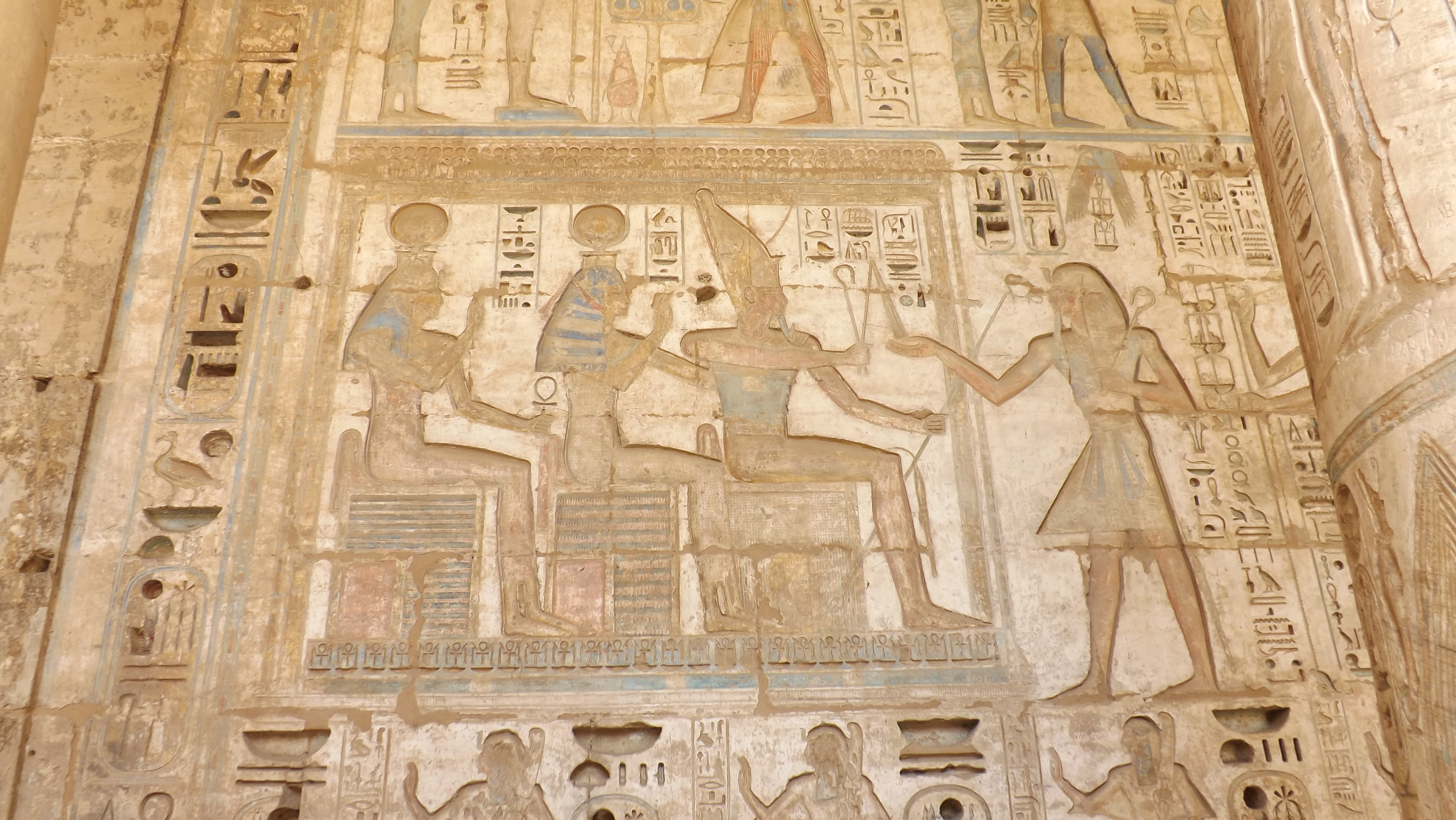
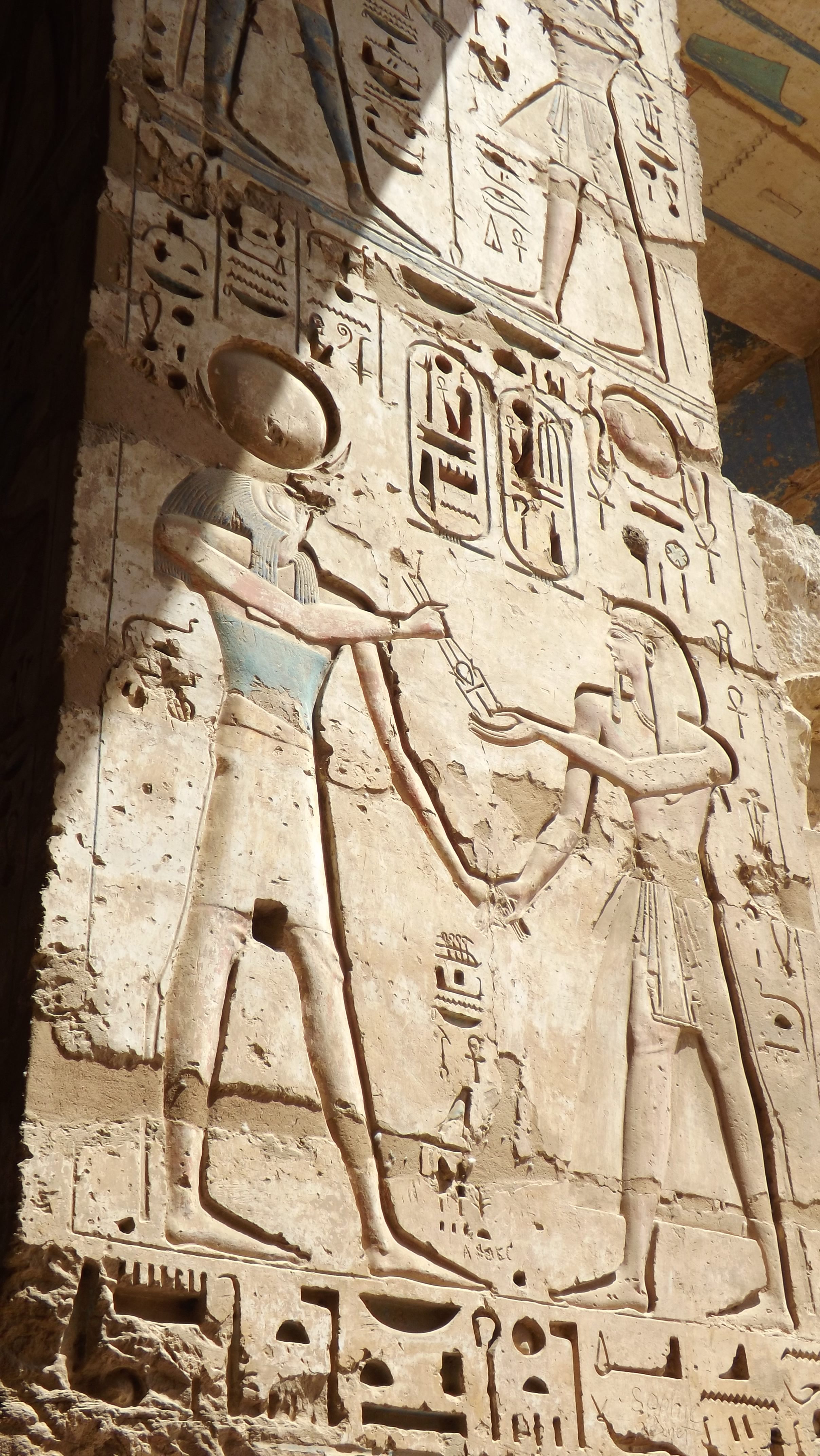
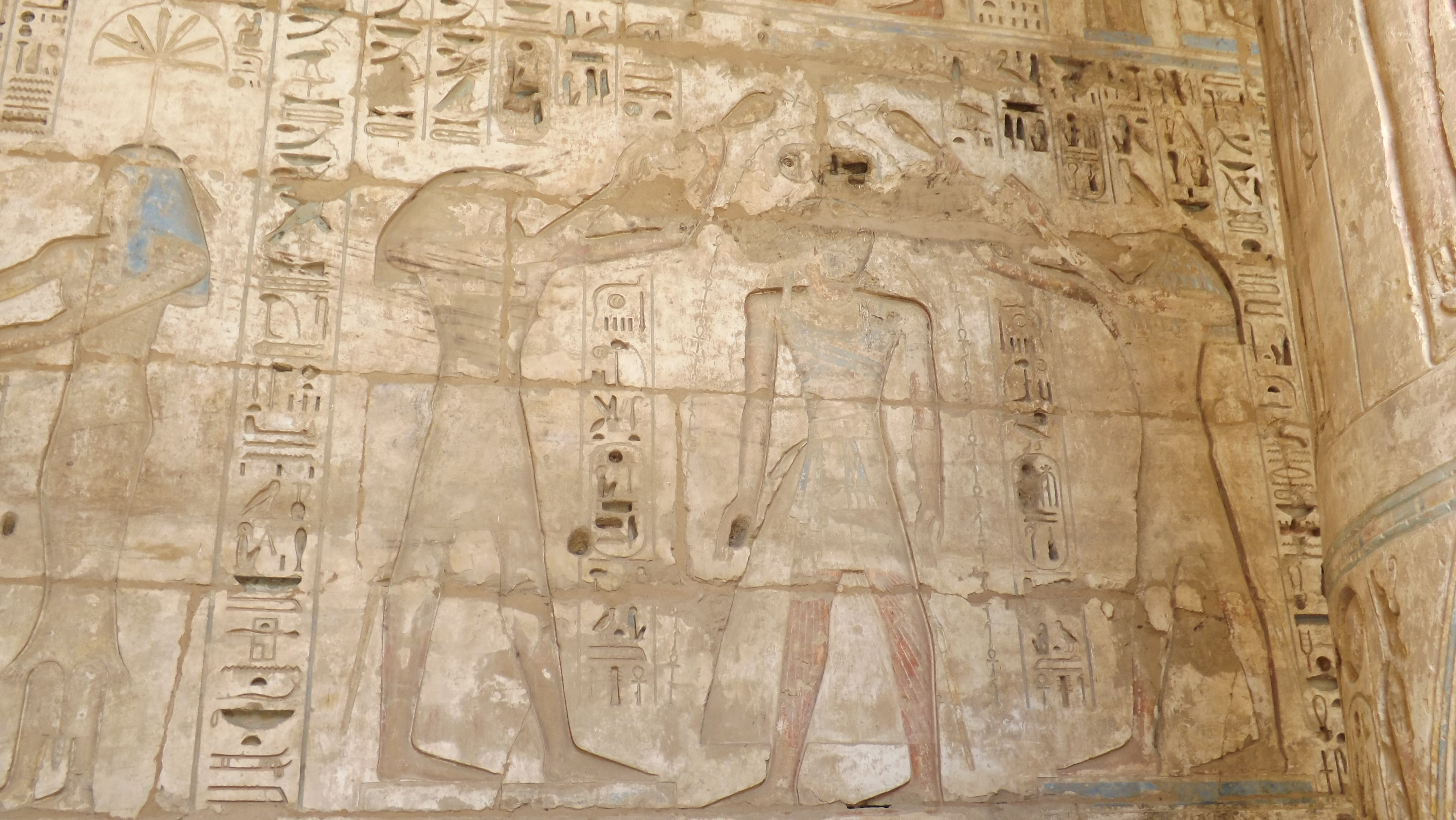